# Brasiliogomphus uniseries
Genre
Espèce
Brasiliogomphus uniseries  est une espèce monotypique de libellules de la famille des Gomphidae (ordres des Odonates, sous-ordre des Anisoptères).

## Répartition
Cette espèce est mentionnée au Brésil.

## Description
L'holotype de Brasiliogomphus uniseries, une femelle dont l'abdomen est endommagé entre les segments 5 et 6, mesure 37 mm dont 29 mm pour l'abdomen. Ses ailes postérieures mesurent 26 mm. Sa teinte générale est jaune. Les mâles et les larves ne sont pas connus.
L'holotype a été découvert dans les environs de Lins (État de São Paulo).

## Publication originale
- (en) Jean Belle, « On the female sex of some elusive South-American Gomphidae with the descriptions of three new genera and four new species (Odonata) », Zoologische Mededelingen, NBC, vol. 69, no 2,‎ 1995, p. 19-36 (ISSN 0024-0672 et 1876-2174, OCLC 212304577, lire en ligne).